# Ida Gullberg
Ida Gullberg, född 25 september 1998, är en svensk handbollsspelare. Hon är vänsterhänt och spelar som högersexa.

## Karriär
Gullbergs moderklubb är H65 Höör, som hon spelade för fram till säsong 22/23. Hon blev uppflyttad till A-laget 2016. Hon var med och tog SM-guld 2017. Säsongen 2021/2022 blev hon uttagen i All-Star Team som bästa högersexa. Hon tog silver i Svenska cupen 2023 med Höör. Sedan sommaren 2023 spelar hon för tyska Thüringer HC.
Hon deltog i U20-VM 2018. Hon gjorde debut i A-landslaget i november 2021 i landskamp mot Montenegro. 2022 blev hon inkallad till EM-kvalmatcher mot Serbien, efter återbud i truppen.